# Hidrotalquita
La hidrotalquita o hidrotalcita es un mineral de la clase de los minerales carbonatos y nitratos, y dentro de esta pertenece al llamado “grupo de la hidrotalquita”. Fue nombrada en 1842 por el químico y botánico germano-austriaco Carl Christian Hochstetter (1818-1880) en alusión a su parecido con el talco y su alto contenido en agua. Sinónimos poco usados son: hydrotalcita, völknerita, volkermita o völkernita. También es un hidróxido doble estratificado (LDH por sus siglas en inglés: layered double hydroxide), una clase de sólidos iónicos caracterizados por una estructura estratificada con la secuencia genérica de capas [AcB Z AcB]n, donde c representa capas de cationes metálicos, A y B son capas de aniones hidróxido (OH−), y Z son capas de otros aniones y moléculas neutras (como el agua). Los desplazamientos laterales entre las capas pueden dar lugar a períodos de repetición más largos.
Los aniones intercalados (Z; en este caso, los iones carbonato) están débilmente ligados, a menudo intercambiables; sus propiedades de intercalación tienen interés científico y aplicaciones industriales.

## Estructura y descubrimiento
Fue descrita por primera vez en 1842 por el químico, geólogo y mineralogista alemán Theodor Scheerer (1813-1875) en un yacimiento de serpentina-magnesita en Snarum, Modum, Buskerud, Noruega. Aparece como mineral de alteración en la serpentinita en asociación con la serpentina, la dolomita y la hematita. Las capas de la estructura se apilan de múltiples maneras, para producir una estructura romboédrica de 3 capas (politipo 3R), o una estructura hexagonal de 2 capas (politipo 2H) antes conocida como manasseíta. A menudo, los dos politipos están intercalados. La hidrotalquita es un carbonato hidroxilado e hidratado de magnesio y aluminio.

## Aplicaciones

### Reprocesamiento de combustible nuclear
La hidrotalquita se ha estudiado como posible captador de yoduro para eliminar el 129I de vida larga (T1/2 = 15.7 millones de años) y también otros productos de fisión como el 79Se (T1/2 = 327,000 años) y el 99Tc (T1/2 = 211,000 años) presentes en el combustible nuclear gastado que se eliminará en condiciones oxidantes en la toba volcánica del almacenamiento de residuos nucleares de Yucca Mountain. Sin embargo, los aniones carbonato sustituyen fácilmente a los aniones yoduro en su capa intermedia, por lo que el coeficiente de selectividad para el intercambio aniónico no es favorable. Otra dificultad que surge en la búsqueda de un captador de yoduro para los residuos radiactivos es la estabilidad a largo plazo del secuestrante que debe sobrevivir a lo largo de escalas de tiempo geológicas.

### Intercambio aniónico
Los hidróxidos dobles estratificados (LDH) como la hidrotalquita son bien conocidos por sus propiedades de intercambio aniónico.

### Uso médico
La hidrotalquiita también se utiliza como antiácido, bajo la marca comercial Maalox (hidróxido de magnesio-aluminio).

### Tratamiento de aguas residuales
El tratamiento de aguas residuales mineras y de otros tipos mediante la creación de hidrotalquitas suele producir una cantidad de lodos sustancialmente menor que la cal. En una prueba, la reducción final de lodos alcanzó hasta el 90%. Esto altera la concentración de magnesio y aluminio y eleva el pH del agua. A medida que se forman los cristales, atrapan otras sustancias residuales, como radio, tierras raras, aniones y metales de transición. La mezcla resultante puede eliminarse mediante sedimentación, centrifugado u otros métodos mecánicos.

## Formación y yacimientos
Se encuentra como mineral secundario en roca metamórfica serpentinita. Suele aparecer asociado a otros minerales como: manasseíta -con la que suele estar entremezclado-, serpentina o dolomita. Se encuentra bien cristalizado y puro en minas del macizo de Kovdor (Rusia).